# Domenico Cimarosa
Domenico Cimarosa, né le 17 décembre 1749 à Aversa (royaume de Naples) et mort le 11 janvier 1801 à Venise, est un compositeur italien de la période classique, l'un des derniers représentants importants de l'école napolitaine dans la seconde moitié du XVIIIe siècle, principalement dans le domaine de l'opera buffa.

## Biographie

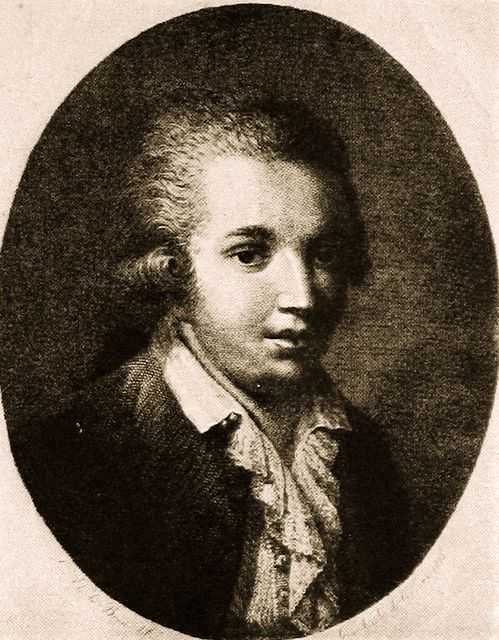
Domenico Cimarosa

Ses parents sont pauvres (le père, Gennaro, est tailleur de pierre et la mère s'occupe du ménage) mais ils veulent lui donner la meilleure instruction possible. Lorsqu'ils s'installent à Naples, ils l'envoient dans une école religieuse dépendant du monastère San Severo dei Patri Conventuali. Il y a là un organiste, le père Polcano qui, frappé par les dons musicaux et l'intelligence du jeune garçon, prend à cœur de lui apprendre les bases de la musique ainsi que la littérature italienne, ancienne et moderne. Grâce à lui, en 1761, Cimarosa est admis comme élève au conservatoire de Santa Maria di Loreto où il reste onze années, étudiant particulièrement l'œuvre des grands compositeurs italiens. Il apprend le chant, le violon avec Carcais et les instruments à clavier avec Manna, Sacchini, Fenaroli. Grâce au castrat Giuseppe Aprile qui s'est pris d'amitié pour lui, il étudie les œuvres de Pergolese, Piccini et Sacchini. Dans les années 1770, il étudie avec Zingarelli et Giuseppe Giordani.
À vingt-trois ans, Cimarosa commence sa carrière de compositeur avec un opéra-bouffe intitulé Le Stravaganze del Conte (« Les Extravagances du comte ») (1772) dont la première représentation a lieu au Teatro dei Fiorentini de Naples. Cette œuvre est suivie la même année par Le Pazzie di Stelladaura e di Zoroastro (« Les Folies de Stelladaura et Zoroastre »), une farce marquée par l'humour et la fantaisie, qui rencontre le succès. La renommée du jeune compositeur commence à se répandre dans toute l'Italie. On l'invite à Rome pour qu'il y produise un opéra pour la saison théâtrale de cette année-là. Ce fut une autre œuvre comique L'Italiana in Londra (« L'Italienne à Londres »). 

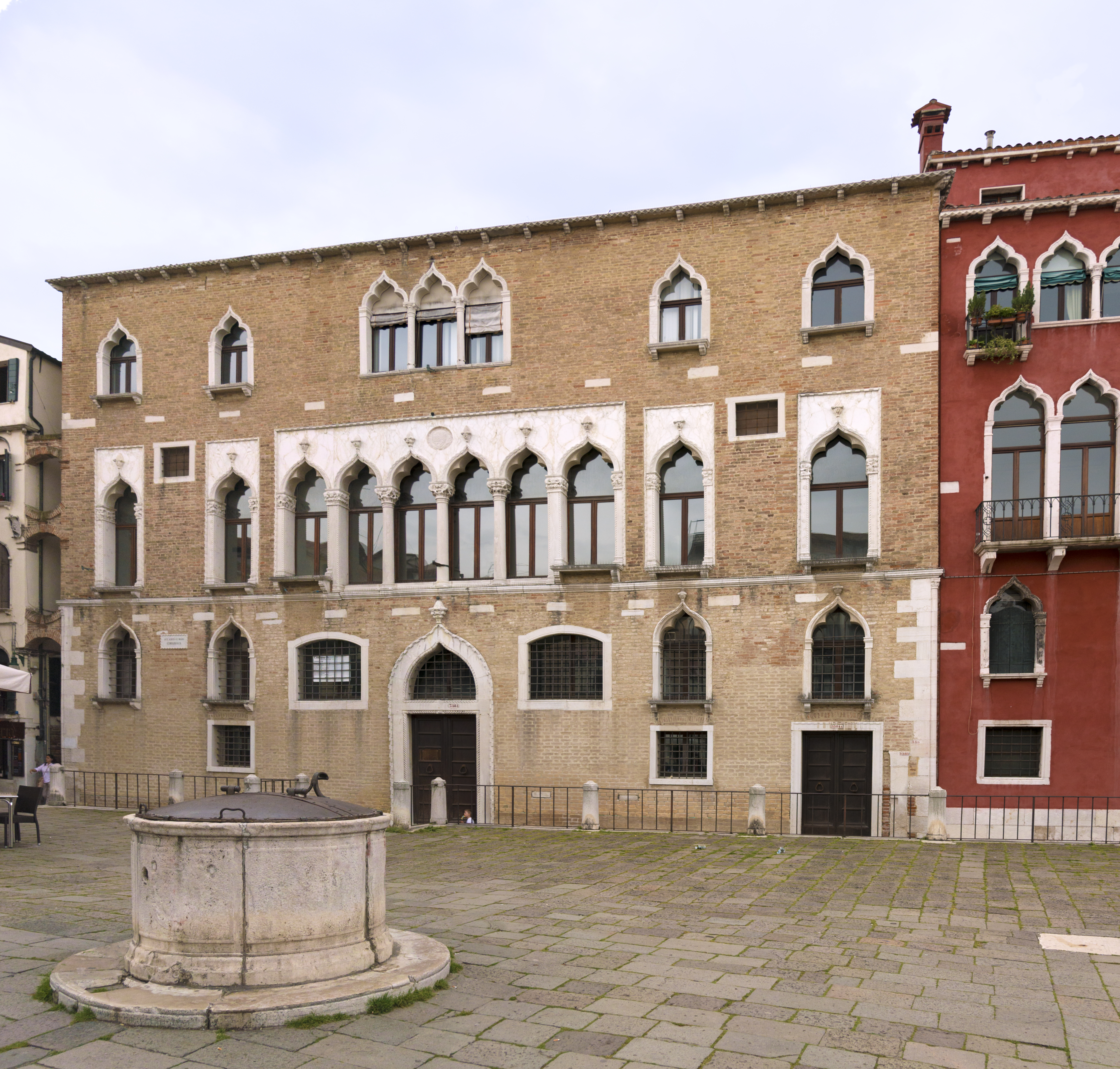
La Palais Duodo, Campo Sant'Angelo à Venise où est mort Cimarosa.

Pendant les treize années suivantes, aucun fait marquant n'est à noter dans la vie et la carrière de Cimarosa, sinon qu'il écrit de nombreux opéras pour les différentes scènes italiennes, résidant à Rome, Naples ou là où l'appelle son travail. De 1784 à 1787, Cimarosa vit à Florence et se consacre entièrement à composer pour l'opéra de cette ville.
Les œuvres de cette période sont nombreuses, principalement des opéras comiques ou seria, des cantates, et d'autres compositions sacrées parmi lesquelles un très beau Requiem (Missa pro Defunctis), l'opéra seria Caio Mario, des oratorios bibliques Assalone, La Giuditta et Il Sacrificio d'Abramo, ainsi que Il Convito di Pietra et La Ballerina amante, opéra comique créé à Venise, et plus de 80 sonates pour clavecin dont 32 seront publiées pour la première fois à Paris par F. Boghen en 1926 ; elles obtiendront un grand succès.
Au cours du voyage en Italie, Goethe assiste à une représentation de L'Impresario in Angustie (« Le Directeur dans l'embarras »), petit chef-d'œuvre d'opéra bouffe en un acte, qui met en scène un directeur d'opéra aux prises avec les caprices de ses divas. De retour en Allemagne l'illustre écrivain traduit le livret et fait jouer l'œuvre en 1791 au théâtre de Weimar dont il est devenu directeur. Entre-temps, la renommée de Cimarosa s'est répandue dans toute l'Europe et plusieurs souverains désirent l'attirer à leur cour. Vers 1788, Cimarosa se rend à Saint-Pétersbourg à l'invitation de Catherine II. Il y restera quatre ans, obtenant la nationalité autrichienne et russe et composant énormément. On estime à 70 le nombre d'opéras qu'il aurait composés, dont les noms de certains sont perdus. En 1792, Cimarosa quitte Saint-Pétersbourg pour Vienne, à la demande de Leopold II. C'est devant l'empereur et toute la Cour qu'il produit son chef-d'œuvre, Il matrimonio segreto (« Le Mariage secret ») sur un livret de Giovanni Bertati pétillant d'humour et de finesse, qui prend rang parmi les compositions les plus achevées de la musique vocale profane. Fait unique dans l'histoire de l'opéra, l'œuvre sera bissée intégralement le soir même de la première, à la demande de l'empereur. En 1793, Cimarosa retourne à Naples où Il Matrimonio segreto et ses autres opéras sont acclamés par une foule de connaisseurs enthousiastes. Il faudra attendre Rossini pour retrouver un tel succès. Parmi les compositions du dernier séjour napolitain de Cimarosa, on doit mentionner le charmant opéra Le Astuzie femminili (« Les Ruses des femmes »).
Cette période de sa vie est assombrie par les intrigues d'envieux dont son vieux rival Paisiello. Républicain convaincu, partisan de l'unité italienne, Cimarosa salue la proclamation de l'éphémère République parthénopéenne par les troupes françaises (1799) et compose un hymne patriotique pour une cérémonie durant laquelle on brûle symboliquement le drapeau des Bourbons. Lors de la restauration de la monarchie, il s'empresse de composer un hymne dédié au roi Ferdinand Ier, ce qui n'empêche pas le cardinal Ruffo de le faire emprisonner durant quatre mois. Grâce à l'intercession d'admirateurs influents, sa sentence est commuée en bannissement et il quitte Naples avec l'intention de retourner à Saint-Pétersbourg. Mais sa santé est déclinante et il meurt à Venise d'une inflammation des intestins le 11 janvier 1801. Une plaque sur la façade du Palais Duodo au Campo Sant'Angelo commémore son décès. La popularité de Cimarosa, sa réputation d'opposant politique et la nature du mal qui l'a emporté firent naître une rumeur tenace d'empoisonnement. Une enquête officielle, menée par le docteur Piccioli, médecin personnel du pape, viendra bientôt la démentir.
Un demi-siècle avant Verdi, Cimarosa fut le plus engagé politiquement des musiciens italiens. Son dernier opéra, Artemisia, restera inachevé.
Une remarquable faculté d'invention mélodique, la maîtrise de la forme, une utilisation parfaite et sans excès de l'instrument vocal, soutenues par une orchestration sans faille, font de Cimarosa le plus parfait exemple du musicien classique de qualité. Il fut aussi un des premiers compositeurs d'opéra à attacher beaucoup d'importance à la qualité de l'intrigue et du livret. Entre Les Noces de Figaro de Mozart et le Barbier de Séville de Rossini, Le Mariage secret, chef-d'œuvre de Domenico Cimarosa, occupe une place privilégiée.

## Œuvres principales
Domenico Cimarosa laisse 110 œuvres, dont une soixantaine d'opéras légers, pour la plupart comiques.
- Le stravaganze del conte (1772 Naples) [Le magie di Merlina e Zoroastro ; Le pazzie di Stelladaura e Zoroastro]
- La finta parigina (1773 Naples)
- I sdegni per amore (1776 Naples)
- I matrimoni in ballo (1776 Naples)
- La frascatana nobile (1776 Naples) [La finta frascatana]
- I tre amanti (1777 Rome) [Le gare degl'amanti]
- Il fanatico per gli antichi romani (1777 Naples)
- L'Armida immaginaria (1777 Naples)
- Gli amanti comici, o sia La famiglia in scompiglio (1778? Naples) [Il matrimonio in commedia ; La famiglia stravagante, ovvero Gli amanti comici]
- Il ritorno di Don Calandrino (1778 Rome) [Armidoro e Laurina]
- Le stravaganze d'amore (1778 Naples)
- Il matrimonio per industria (1778? Naples?) [?]
- La contessina (1778 Bologne) [?] [+ G. Astaritta, F.L. Gassmann]
- Il matrimonio per raggiro (1778/9? Rome?) [La donna bizzarra]
- L'italiana in Londra (1779 Rome) [La virtù premiata]
- L'infedeltà fedele (1779 Naples)
- Le donne rivali (1780 Rome) [et al.]
- Cajo Mario (1780 Rome)
- I finti nobili (1780 Naples)
- Il falegname (1780 Naples) [L'artista]
- L'avviso ai maritati (1780? Naples) [?]
- Il capriccio drammatico (1781? Turin)
- Il pittor parigino (1781 Rome) [Le brame deluse]
- Alessandro nell'Indie (1781 Rome)
- L'amante combattuto dalle donne di Punto (1781 Naples) [La biondolina ; La giardiniera fortunata]
- Giunio Bruto (1781 Vérone)
- Giannina e Bernardone (1781 Venise) [Il villano geloso]
- Il convito (carn.1782 Venise) [Der Schmaus]
- L'amor costante (1782 Rome) [Giulietta ed Armidoro]
- L'eroe cinese (13.8.1782 Naples)
- La ballerina amante (1782 Naples) [L'amante ridicolo]
- La Circe (1783 Milan)
- I due baroni di Rocca Azzurra (1783 Rome) [Dve nevesty ; I due baroni ; La sposa in contrasto ; Il barone deluso]
- La villana riconosciuta (1783 Naples) [La villanella rapita]
- Oreste (13.8.1783 Naples)
- Chi dell'altrui si veste presto si spoglia (1783 Naples) [Nina e Martuffo]
- Il vecchio burlato (1783 Venise) [?]
- I matrimoni impensati (1784 Rome) [La bella greca]
- L'apparenza inganna, o sia La villeggiatura (1784 Naples)
- La vanità delusa (1784 Florence) [Il mercato di Malmantile]
- L'Olimpiade (10.7.1784 Vicense)
- I due supposti conti, ossia Lo sposo senza moglie (1784 Milan) [Lo sposo ridicolo]
- Artaserse (26.12.1784 Turin)
- Il barone burlato (1784 Naples) [rev. Il pittor parigino] [+ F. Cipolla]
- Li finti conti (1785 Turin) [?]
- I fratelli papamosche (1785 Turin) [?]
- Le statue parlanti (1785 Correggio) [?]
- Il marito disperato (1785 Naples) [Il marito geloso ; Die bestrafte Eifersucht]
- La donna sempre al suo peggior s'appiglia (1785 Naples)
- Il credulo (1786 Naples) [La baronessa stramba ; Il credulo deluso]
- Le trame deluse (1786 Naples) [L'amor contrastato ; Li raggiri scoperti]
- L'impresario in angustie (1786 Naples) [Die theatralischen Abenteuer] Ce petit chef-d'œuvre forme un triptyque avec les deux précédents.
- La baronessa stramba (1786 Naples) [rev. I matrimoni in ballo] [Il credulo]
- Gli amanti alla prova (1786 Naples) [?]
- L'impostore punito (1786/7 Turin) [?]
- Missa pro defunctis (Requiem), 1787.
- Volodimiro (1787 Turin)
- Il fanatico burlato (1787 Naples) [La burla felice ; Der adelsüchtige Bürger]
- La felicità inaspettata (3.1788 Saint-Pétersbourg)
- La vergine del sole (1788? Saint-Pétersbourg)
- La scuffiara (1788) [?]
- La Cleopatra (8.10.1789 Saint-Pétersbourg) [Cleopatra e Marc'Antonio]
- Il matrimonio segreto (7 février 1792 Vienne)
- Sophie et Dorval () [rev. Il matrimonio segreto]
- Il matrimonio per susurro () [?]
- La calamità dei cuori (1792/3 Vienne) [?]
- Contrattempi (1793 Bonn) [?]
- Amor rende sagace (1.4.1793 Vienne)
- I traci amanti (19.6.1793 Naples) [Il padre alla moda, ossia Lo Sbarco di Mustanzir Bassà ; Gli turchi amanti ; Les amants turcs]
- Le astuzie femminili (26 août 1794 Naples)
- La pupilla astuta (1794 Naples) [?]
- La serva innamorata (1794 Naples) [?]
- Penelope (1795 Naples)
- Le nozze in garbuglio (1795 Messine)
- L'impegno superato (1795 Naples)
- La finta ammalata (1796 Lisbonne)
- I nemici generosi (1796 Rome) [Il duello per complimento]
- Gli Orazi ed i Curiazi (1797 Venise)
- La morte di Assalonne (? Florence, Oratorio) [rev. Gli Orazi ed i Curiazi]
- Achille all'assedio di Troja (1797 Rome)
- L'imprudente fortunato (1797 Rome)
- Artemisia regina di Caria (1797 Naples)
- Attilio Regolo (1797 Reggio) [?]
- Le nozze di Lauretta (1797? Turin) [?]
- L'apprensivo raggirato (1798 Naples)
- Il secreto (1798 Turin)
- Semiramide (1799 Naples) [?]
- Il conte di bell'amore () [?]
- L'arte contro l'arte (carn.1800 Alexandrie)[?]
- Artemisia (carn.1801 Venise)
- Il nuovo podestà (spr.1802 Bologne) [?]
- Tito Vespasiano (1821 Lisbonne) [?]
- La discordia fortunata () [?]
- L'ajo nell'imbarazzo () [?]
- Le donne vendicate () [?]
- Il cavalier del dente () [?]
- La Molinara (inc) [?]
- 88 sonates pour clavier
- Overture from the opera « The Secret Marriage » transcription pour clavecin (Orgue ou Piano), Vienne, Cappi [XIX sec.], Capua, Esarmonia 2010
- Sinfonia in si maggiore per 2 oboi, 2 corni e archi
- Sinfonia in re maggiore (attribuita anche a Josef Mysliveček)
- Concerto per clavicembalo o fortepiano in si bemolle maggiore
- Concerto per 2 flauti e orchestra in sol maggiore (1793)
- Concerto pour hautbois et orchestre (il s'agit en réalité d'un arrangement écrit par l'australien Arthur Benjamin en 1942, à partir de sonates pour clavecin de Cimarosa).
- Sestetto in sol maggiore per fortepiano, fagotto, 2 violini, viola e violoncello
- Sestetto in fa maggiore per fortepiano organizzato, arpa, fagotto, violino, viola da gamba e violoncello
- 6 quartetti (re maggiore, sol maggiore, do maggiore, fa maggiore, do maggiore, la minore) per flauto, violino, viola e violoncello

## Discographie partielle
- 2007 : Overtures - 2, Toronto Chamber Orchestra, dir. Kevin Mallon

## Commentaires
- Dans ses Mémoires d'outre-tombe, Chateaubriand évoque un cantabile de Cimarosa joué au piano, « à quatre pas de la hutte d'un Iroquois », dans une hôtellerie rustique lors de son voyage au Pays des Onondagas, près de la rivière Genesee, dans le Nouveau-Monde (Livre VII, chapitre 6)
- Dans sa vie de Rossini, Stendhal écrit : « En 1801, Cimarosa mourut des suites des traitements barbares que lui avait infligés la Reine Caroline. »
- « Ci-gît Errico Beyle[3], milanais, a vécu, écrit, aimé. Cette âme adorait Cimarosa, Mozart, Shakespeare. » Épitaphe désirée par Stendhal
- « Je me souviens que le premier microsillon que j'ai écouté était le concerto pour hautbois et orchestre de Cimarosa. » Georges Perec, Je me souviens, 24.

### Sources anciennes
- Stendhal, Rome, Naples, Florence, Paris, Gallimard, Folio classique, 1987
- Stendhal, Vie de Rossini, Paris, Gallimard, Folio classique, 1992 (développe la filiation Mozart-Cimarosa-Rossini)
- (de) Morris, Goethe als Bearbeiter von italienischen Operntexten dans : Goethes Jahrbuch, 1905, p. 3–51  — Sur l'adaptation de l'Impresario in angustie.

### Ouvrages et articles modernes
- Franco Schlitzer, Goethe e Cimarosa, Siena, 1950 (OCLC 313888308)  — Dans la mouvance du Voyage en Italie de Goethe.
- Robert-Aloys Mooser, Annales de la musique et des musiciens en Russie au XVIIIe siècle, Genève, 1951  — Souligne la place de G. Sarti, G. Paisiello et D. Cimarosa à la Cour de Catherine II.
- (en) Jennifer E. Johnson, Domenico Cimarosa, 1749-1801 (thèse) University College Cardiff, 1976 (OCLC 52169253)
- Alessandro Di Profio, « Un sujet à la mode : Il matrimonio segreto et ses emprunts », L’Avant-scène Opéra, n° 175 (janvier-février 1997), p. 92–101
- (en) Jennifer E. Johnson et Gordana Lazarevich, « Cimarosa, Domenico », dans Stanley Sadie (éd.), The New Grove Dictionary of Music and Musicians, Londres, Macmillan, 2001, 2e éd., 25 000 p., 29 volumes (ISBN 9780195170672, lire en ligne)
- Alessandro Di Profio, « Les Parisiens à la découverte de Cimarosa (1787-1792) », Revue internationale d'études stendhaliennes, VI (2003) (OCLC 756225798)
- (it) Alessandro Di Profio, Il matrimonio segreto. Libretto e guida all’opera, commentaire musical et littéraire dans Domenico Cimarosa : Il matrimonio segreto, éd. Michele Girardi, Venise, La Fenice, 2004, p. 11–72 [lire en ligne][PDF]

### Bases de données et dictionnaires
- Ressources relatives à la musique :   - International Music Score Library Project
  - AllMusic
  - Bayerisches Musiker-Lexikon Online
  - Carnegie Hall
  - Discography of American Historical Recordings
  - Discogs
  - Grove Music Online
  - MusicBrainz
  - Musopen
  - Muziekweb
  - Operone
  - Répertoire international des sources musicales
- Ressources relatives au spectacle :   - Archives suisses des arts de la scène
  - Les Archives du spectacle
  - César
  - Kunstenpunt
- Ressource relative à la recherche :   - Isidore
- Ressource relative à l'audiovisuel :   - IMDb
- Ressource relative aux beaux-arts :   - AGORHA
- Notices dans des dictionnaires ou encyclopédies généralistes :   - Britannica
  - Brockhaus
  - Den Store Danske Encyklopædi
  - Deutsche Biographie
  - Dizionario biografico degli italiani
  - E-archiv.li
  - Enciclopedia italiana
  - Enciclopedia De Agostini
  - Gran Enciclopèdia Catalana
  - Hrvatska Enciklopedija
  - Internetowa encyklopedia PWN
  - Larousse
  - Nationalencyklopedin
  - Proleksis enciklopedija
  - Store norske leksikon
  - Treccani
  - Universalis
  - Visuotinė lietuvių enciklopedija
- Notices d'autorité :   - VIAF
  - ISNI
  - BnF (données)
  - IdRef
  - LCCN
  - GND
  - Italie
  - Japon
  - CiNii
  - Espagne
  - Belgique
  - Pays-Bas
  - Pologne
  - Israël
  - NUKAT
  - Catalogne
  - Suède
  - Vatican